# Tournoi féminin de hockey sur glace aux Jeux olympiques d'hiver de 2026
Cet article concerne l'épreuve féminine. Pour la compétition masculine, voir Tournoi masculin de hockey sur glace aux Jeux olympiques d'hiver de 2026.
Navigation
Pékin 2022 Alpes-françaises 2030
Le tournoi de hockey sur glace féminin aux Jeux olympiques de Milan a lieu du 5 au 19 février 2026.

## Qualifications
Les qualifications pour le tournoi féminin est déterminée par :
- le pays hôte qui est automatiquement qualifié ;
- le classement IIHF établi à l'issue des derniers championnats du monde : les six meilleures équipes féminines à l'issue du championnat du monde 2024 ;
- trois places issues des tournois de qualification olympiques (TQO).

| Mode de sélection            | Dates               | Lieux                  | Nombre de places | Qualifiés                                         |
| ---------------------------- | ------------------- | ---------------------- | ---------------- | ------------------------------------------------- |
| Pays organisateur            | Pays organisateur   | Pays organisateur      | 1                | Italie                                            |
| Classement mondial IIHF 2024 | 14 avril 2024       | -                      | 6                | Canada États-Unis Finlande Tchéquie Suisse France |
| Tournois de qualification    | 6 au 9 février 2025 | Tomakomai, Japon       | 1                | Japon                                             |
| Tournois de qualification    | 6 au 9 février 2025 | Gävle, Suède           | 1                | Suède                                             |
| Tournois de qualification    | 6 au 9 février 2025 | Bremerhaven, Allemagne | 1                | Allemagne                                         |
| Total                        |                     |                        | 10               |                                                   |

## Tournoi olympique

### Tour préliminaire
Les dix équipes sont divisées en deux groupes pour le tour préliminaire avec les cinq meilleures équipes au monde dans le groupe A et les cinq autres dans le B. Toutes celles du groupe A et les trois meilleures du groupe B se qualifient en quarts de finale.  
| Groupe A                                   | Groupe B                            |
| ------------------------------------------ | ----------------------------------- |
| Canada États-Unis Finlande Suisse Tchéquie | Allemagne France Italie Japon Suède |

#### Groupe A

##### Matches
| 5 février | États-Unis | - | Tchéquie | Pavillon Foire de Milan |

| Feuille de match | Feuille de match | Feuille de match | Feuille de match | Feuille de match                    |
| ---------------- | ---------------- | ---------------- | ---------------- | ----------------------------------- |
|                  |                  |                  |                  | Arbitrage : et Juges de lignes : et |
|                  |                  |                  |                  |                                     |
|                  |                  |                  |                  |                                     |
|                  |                  |                  |                  |                                     |

| 5 février | Finlande | - | Canada | Pavillon Foire de Milan |

| Feuille de match | Feuille de match | Feuille de match | Feuille de match | Feuille de match                    |
| ---------------- | ---------------- | ---------------- | ---------------- | ----------------------------------- |
|                  |                  |                  |                  | Arbitrage : et Juges de lignes : et |
|                  |                  |                  |                  |                                     |
|                  |                  |                  |                  |                                     |
|                  |                  |                  |                  |                                     |

| 6 février | Tchéquie | - | Suisse | PalaItalia |

| Feuille de match | Feuille de match | Feuille de match | Feuille de match | Feuille de match                    |
| ---------------- | ---------------- | ---------------- | ---------------- | ----------------------------------- |
|                  |                  |                  |                  | Arbitrage : et Juges de lignes : et |
|                  |                  |                  |                  |                                     |
|                  |                  |                  |                  |                                     |
|                  |                  |                  |                  |                                     |

| 7 février | États-Unis | - | Finlande | Pavillon Foire de Milan |

| Feuille de match | Feuille de match | Feuille de match | Feuille de match | Feuille de match                    |
| ---------------- | ---------------- | ---------------- | ---------------- | ----------------------------------- |
|                  |                  |                  |                  | Arbitrage : et Juges de lignes : et |
|                  |                  |                  |                  |                                     |
|                  |                  |                  |                  |                                     |
|                  |                  |                  |                  |                                     |

| 7 février | Suisse | - | Canada | Pavillon Foire de Milan |

| Feuille de match | Feuille de match | Feuille de match | Feuille de match | Feuille de match                    |
| ---------------- | ---------------- | ---------------- | ---------------- | ----------------------------------- |
|                  |                  |                  |                  | Arbitrage : et Juges de lignes : et |
|                  |                  |                  |                  |                                     |
|                  |                  |                  |                  |                                     |
|                  |                  |                  |                  |                                     |

| 8 février | Tchéquie | - | Finlande | Pavillon Foire de Milan |

| Feuille de match | Feuille de match | Feuille de match | Feuille de match | Feuille de match                    |
| ---------------- | ---------------- | ---------------- | ---------------- | ----------------------------------- |
|                  |                  |                  |                  | Arbitrage : et Juges de lignes : et |
|                  |                  |                  |                  |                                     |
|                  |                  |                  |                  |                                     |
|                  |                  |                  |                  |                                     |

| 9 février | Suisse | - | États-Unis | PalaItalia |

| Feuille de match | Feuille de match | Feuille de match | Feuille de match | Feuille de match                    |
| ---------------- | ---------------- | ---------------- | ---------------- | ----------------------------------- |
|                  |                  |                  |                  | Arbitrage : et Juges de lignes : et |
|                  |                  |                  |                  |                                     |
|                  |                  |                  |                  |                                     |
|                  |                  |                  |                  |                                     |

| 9 février | Canada | - | Tchéquie | Pavillon Foire de Milan |

| Feuille de match | Feuille de match | Feuille de match | Feuille de match | Feuille de match                    |
| ---------------- | ---------------- | ---------------- | ---------------- | ----------------------------------- |
|                  |                  |                  |                  | Arbitrage : et Juges de lignes : et |
|                  |                  |                  |                  |                                     |
|                  |                  |                  |                  |                                     |
|                  |                  |                  |                  |                                     |

| 10 février | Canada | - | États-Unis | PalaItalia |

| Feuille de match | Feuille de match | Feuille de match | Feuille de match | Feuille de match                    |
| ---------------- | ---------------- | ---------------- | ---------------- | ----------------------------------- |
|                  |                  |                  |                  | Arbitrage : et Juges de lignes : et |
|                  |                  |                  |                  |                                     |
|                  |                  |                  |                  |                                     |
|                  |                  |                  |                  |                                     |

| 10 février | Finlande | - | Suisse | Pavillon Foire de Milan |

| Feuille de match | Feuille de match | Feuille de match | Feuille de match | Feuille de match                    |
| ---------------- | ---------------- | ---------------- | ---------------- | ----------------------------------- |
|                  |                  |                  |                  | Arbitrage : et Juges de lignes : et |
|                  |                  |                  |                  |                                     |
|                  |                  |                  |                  |                                     |
|                  |                  |                  |                  |                                     |

##### Classement
| Clt | Équipe     | PJ | V | VP | D | DP | BP | BC | Diff | Pts |
| --- | ---------- | -- | - | -- | - | -- | -- | -- | ---- | --- |
| -   | Canada     | 0  | 0 | 0  | 0 | 0  | 0  | 0  | 0    | 0   |
| -   | États-Unis | 0  | 0 | 0  | 0 | 0  | 0  | 0  | 0    | 0   |
| -   | Finlande   | 0  | 0 | 0  | 0 | 0  | 0  | 0  | 0    | 0   |
| -   | Suisse     | 0  | 0 | 0  | 0 | 0  | 0  | 0  | 0    | 0   |
| -   | Tchéquie   | 0  | 0 | 0  | 0 | 0  | 0  | 0  | 0    | 0   |

- en gras, qualifié pour les quarts de finale

#### Groupe B

##### Matches
| 5 février | Suède | - | Allemagne | Pavillon Foire de Milan |

| Feuille de match | Feuille de match | Feuille de match | Feuille de match | Feuille de match                    |
| ---------------- | ---------------- | ---------------- | ---------------- | ----------------------------------- |
|                  |                  |                  |                  | Arbitrage : et Juges de lignes : et |
|                  |                  |                  |                  |                                     |
|                  |                  |                  |                  |                                     |
|                  |                  |                  |                  |                                     |

| 5 février | Italie | - | France | PalaItalia |

| Feuille de match | Feuille de match | Feuille de match | Feuille de match | Feuille de match                    |
| ---------------- | ---------------- | ---------------- | ---------------- | ----------------------------------- |
|                  |                  |                  |                  | Arbitrage : et Juges de lignes : et |
|                  |                  |                  |                  |                                     |
|                  |                  |                  |                  |                                     |
|                  |                  |                  |                  |                                     |

| 6 février | France | - | Japon | Pavillon Foire de Milan |

| Feuille de match | Feuille de match | Feuille de match | Feuille de match | Feuille de match                    |
| ---------------- | ---------------- | ---------------- | ---------------- | ----------------------------------- |
|                  |                  |                  |                  | Arbitrage : et Juges de lignes : et |
|                  |                  |                  |                  |                                     |
|                  |                  |                  |                  |                                     |
|                  |                  |                  |                  |                                     |

| 7 février | Allemagne | - | Japon | Pavillon Foire de Milan |

| Feuille de match | Feuille de match | Feuille de match | Feuille de match | Feuille de match                    |
| ---------------- | ---------------- | ---------------- | ---------------- | ----------------------------------- |
|                  |                  |                  |                  | Arbitrage : et Juges de lignes : et |
|                  |                  |                  |                  |                                     |
|                  |                  |                  |                  |                                     |
|                  |                  |                  |                  |                                     |

| 7 février | Suède | - | Italie | PalaItalia |

| Feuille de match | Feuille de match | Feuille de match | Feuille de match | Feuille de match                    |
| ---------------- | ---------------- | ---------------- | ---------------- | ----------------------------------- |
|                  |                  |                  |                  | Arbitrage : et Juges de lignes : et |
|                  |                  |                  |                  |                                     |
|                  |                  |                  |                  |                                     |
|                  |                  |                  |                  |                                     |

| 8 février | France | - | Suède | Pavillon Foire de Milan |

| Feuille de match | Feuille de match | Feuille de match | Feuille de match | Feuille de match                    |
| ---------------- | ---------------- | ---------------- | ---------------- | ----------------------------------- |
|                  |                  |                  |                  | Arbitrage : et Juges de lignes : et |
|                  |                  |                  |                  |                                     |
|                  |                  |                  |                  |                                     |
|                  |                  |                  |                  |                                     |

| 9 février | Japon | - | Italie | Pavillon Foire de Milan |

| Feuille de match | Feuille de match | Feuille de match | Feuille de match | Feuille de match                    |
| ---------------- | ---------------- | ---------------- | ---------------- | ----------------------------------- |
|                  |                  |                  |                  | Arbitrage : et Juges de lignes : et |
|                  |                  |                  |                  |                                     |
|                  |                  |                  |                  |                                     |
|                  |                  |                  |                  |                                     |

| 9 février | Allemagne | - | France | Pavillon Foire de Milan |

| Feuille de match | Feuille de match | Feuille de match | Feuille de match | Feuille de match                    |
| ---------------- | ---------------- | ---------------- | ---------------- | ----------------------------------- |
|                  |                  |                  |                  | Arbitrage : et Juges de lignes : et |
|                  |                  |                  |                  |                                     |
|                  |                  |                  |                  |                                     |
|                  |                  |                  |                  |                                     |

| 10 février | Japon | - | Suède | Pavillon Foire de Milan |

| Feuille de match | Feuille de match | Feuille de match | Feuille de match | Feuille de match                    |
| ---------------- | ---------------- | ---------------- | ---------------- | ----------------------------------- |
|                  |                  |                  |                  | Arbitrage : et Juges de lignes : et |
|                  |                  |                  |                  |                                     |
|                  |                  |                  |                  |                                     |
|                  |                  |                  |                  |                                     |

| 10 février | Italie | - | Allemagne | Pavillon Foire de Milan |

| Feuille de match | Feuille de match | Feuille de match | Feuille de match | Feuille de match                    |
| ---------------- | ---------------- | ---------------- | ---------------- | ----------------------------------- |
|                  |                  |                  |                  | Arbitrage : et Juges de lignes : et |
|                  |                  |                  |                  |                                     |
|                  |                  |                  |                  |                                     |
|                  |                  |                  |                  |                                     |

##### Classement
| Clt | Équipe    | PJ | V | VP | D | DP | BP | BC | Diff | Pts |
| --- | --------- | -- | - | -- | - | -- | -- | -- | ---- | --- |
| -   | Allemagne | 0  | 0 | 0  | 0 | 0  | 0  | 0  | 0    | 0   |
| -   | France    | 0  | 0 | 0  | 0 | 0  | 0  | 0  | 0    | 0   |
| -   | Italie    | 0  | 0 | 0  | 0 | 0  | 0  | 0  | 0    | 0   |
| -   | Japon     | 0  | 0 | 0  | 0 | 0  | 0  | 0  | 0    | 0   |
| -   | Suède     | 0  | 0 | 0  | 0 | 0  | 0  | 0  | 0    | 0   |

- en gras, qualifié pour les quarts de finale
- en italique, éliminé

### Phase finale

#### Tableau
|  | Quarts de finale | Quarts de finale |                        |                        | Demi-finales | Demi-finales |  |  | Finale     | Finale     |
|  | Quarts de finale | Quarts de finale |                        |                        | Demi-finales | Demi-finales |  |  | Finale     | Finale     |
|  |                  |                  |                        |                        |              |              |  |  |            |            |
|  | 13 février       | 13 février       |                        |                        | 16 février   | 16 février   |  |  | 19 février | 19 février |
|  | 13 février       | 13 février       |                        |                        | 16 février   | 16 février   |  |  | 19 février | 19 février |
|  |                  | 0                |                        |                        | 16 février   | 16 février   |  |  | 19 février | 19 février |
|  |                  |                  |                        |                        | 16 février   | 16 février   |  |  | 19 février | 19 février |
|  |                  | 0                |                        |                        | 16 février   | 16 février   |  |  | 19 février | 19 février |
|  |                  | 0                |                        |                        |              |              |  |  | 19 février | 19 février |
|  | 13 février       |                  |                        |                        |              |              |  |  | 19 février | 19 février |
|  |                  |                  | 0                      |                        |              |              |  |  | 19 février | 19 février |
|  |                  | 0                |                        |                        |              |              |  |  | 19 février | 19 février |
|  |                  |                  |                        |                        |              |              |  |  | 19 février | 19 février |
|  |                  | 0                |                        |                        |              |              |  |  | 19 février | 19 février |
|  |                  | 0                |                        |                        |              |              |  |  |            |            |
|  | 13 février       |                  |                        |                        |              |              |  |  |            |            |
|  |                  |                  | 0                      |                        |              |              |  |  |            |            |
|  |                  | 0                |                        |                        |              |              |  |  |            |            |
|  | 16 février       |                  |                        |                        |              |              |  |  |            |            |
|  |                  | 0                |                        |                        |              |              |  |  |            |            |
|  |                  | 0                |                        |                        |              |              |  |  |            |            |
|  | 13 février       | 13 février       | Match pour la 3e place | Match pour la 3e place |              |              |  |  |            |            |
|  | 13 février       | 13 février       | Match pour la 3e place | Match pour la 3e place | 0            |              |  |  |            |            |
|  |                  | 0                | 19 février             | 19 février             |              |              |  |  |            |            |
|  |                  |                  | 19 février             | 19 février             |              |              |  |  |            |            |
|  |                  | 0                |                        |                        | 0            |              |  |  |            |            |
|  |                  | 0                |                        |                        | 0            |              |  |  |            |            |
|  |                  |                  |                        |                        |              |              |  |  |            | 0          |
|  |                  |                  |                        |                        |              |              |  |  |            |            |

#### Quarts de finale
| 13 février |  | - |  | Pavillon Foire de Milan |

| Feuille de match | Feuille de match | Feuille de match | Feuille de match | Feuille de match                    |
| ---------------- | ---------------- | ---------------- | ---------------- | ----------------------------------- |
|                  |                  |                  |                  | Arbitrage : et Juges de lignes : et |
|                  |                  |                  |                  |                                     |
|                  |                  |                  |                  |                                     |
|                  |                  |                  |                  |                                     |

| 13 février |  | - |  | Pavillon Foire de Milan |

| Feuille de match | Feuille de match | Feuille de match | Feuille de match | Feuille de match                    |
| ---------------- | ---------------- | ---------------- | ---------------- | ----------------------------------- |
|                  |                  |                  |                  | Arbitrage : et Juges de lignes : et |
|                  |                  |                  |                  |                                     |
|                  |                  |                  |                  |                                     |
|                  |                  |                  |                  |                                     |

| 13 février |  | - |  | Pavillon Foire de Milan |

| Feuille de match | Feuille de match | Feuille de match | Feuille de match | Feuille de match                    |
| ---------------- | ---------------- | ---------------- | ---------------- | ----------------------------------- |
|                  |                  |                  |                  | Arbitrage : et Juges de lignes : et |
|                  |                  |                  |                  |                                     |
|                  |                  |                  |                  |                                     |
|                  |                  |                  |                  |                                     |

| 13 février |  | - |  | Pavillon Foire de Milan |

| Feuille de match | Feuille de match | Feuille de match | Feuille de match | Feuille de match                    |
| ---------------- | ---------------- | ---------------- | ---------------- | ----------------------------------- |
|                  |                  |                  |                  | Arbitrage : et Juges de lignes : et |
|                  |                  |                  |                  |                                     |
|                  |                  |                  |                  |                                     |
|                  |                  |                  |                  |                                     |

#### Demi-finales
| 16 février |  | - |  | PalaItalia |

| Feuille de match | Feuille de match | Feuille de match | Feuille de match | Feuille de match                    |
| ---------------- | ---------------- | ---------------- | ---------------- | ----------------------------------- |
|                  |                  |                  |                  | Arbitrage : et Juges de lignes : et |
|                  |                  |                  |                  |                                     |
|                  |                  |                  |                  |                                     |
|                  |                  |                  |                  |                                     |

| 16 février |  | - |  | PalaItalia |

| Feuille de match | Feuille de match | Feuille de match | Feuille de match | Feuille de match                    |
| ---------------- | ---------------- | ---------------- | ---------------- | ----------------------------------- |
|                  |                  |                  |                  | Arbitrage : et Juges de lignes : et |
|                  |                  |                  |                  |                                     |
|                  |                  |                  |                  |                                     |
|                  |                  |                  |                  |                                     |

#### Match pour la troisième place
| 19 février |  | - |  | PalaItalia |

| Feuille de match | Feuille de match | Feuille de match | Feuille de match | Feuille de match                    |
| ---------------- | ---------------- | ---------------- | ---------------- | ----------------------------------- |
|                  |                  |                  |                  | Arbitrage : et Juges de lignes : et |
|                  |                  |                  |                  |                                     |
|                  |                  |                  |                  |                                     |
|                  |                  |                  |                  |                                     |

#### Finale
| 19 février |  | - |  | PalaItalia |

| Feuille de match | Feuille de match | Feuille de match | Feuille de match | Feuille de match                    |
| ---------------- | ---------------- | ---------------- | ---------------- | ----------------------------------- |
|                  |                  |                  |                  | Arbitrage : et Juges de lignes : et |
|                  |                  |                  |                  |                                     |
|                  |                  |                  |                  |                                     |
|                  |                  |                  |                  |                                     |

## Classement final
| Place                               | Équipe |
| ----------------------------------- | ------ |
| Médaille d'or, Jeux olympiques      |        |
| Médaille d'argent, Jeux olympiques  |        |
| Médaille de bronze, Jeux olympiques |        |
| 4                                   |        |
| 5                                   |        |
| 6                                   |        |
| 7                                   |        |
| 8                                   |        |
| 9                                   |        |
| 10                                  |        |

## Récompenses individuelles
| Poste       | Joueuses |
| ----------- | -------- |
| Gardienne   | [[]]     |
| Défenseuses | [[]]     |
| Défenseuses | [[]]     |
| Attaquantes | [[]]     |
| Attaquantes | [[]]     |
| Attaquantes | [[]]     |
| MVP         | [[]]     |

| Poste      | Joueuses |
| ---------- | -------- |
| Gardienne  | [[]]     |
| Défenseure | [[]]     |
| Attaquante | [[]]     |

## Statistiques individuelles
Pour les significations des abréviations, voir statistiques du hockey sur glace.
| Clt | Joueuse | Équipe | PJ | B | A | Pts | Pun | +/- |
| --- | ------- | ------ | -- | - | - | --- | --- | --- |
| 1   | [[]]    |        | 0  | 0 | 0 | 0   | 0   | 0   |
| 2   | [[]]    |        | 0  | 0 | 0 | 0   | 0   | 0   |
| 3   | [[]]    |        | 0  | 0 | 0 | 0   | 0   | 0   |
| 4   | [[]]    |        | 0  | 0 | 0 | 0   | 0   | 0   |
| 5   | [[]]    |        | 0  | 0 | 0 | 0   | 0   | 0   |
| 6   | [[]]    |        | 0  | 0 | 0 | 0   | 0   | 0   |
| 7   | [[]]    |        | 0  | 0 | 0 | 0   | 0   | 0   |
| 8   | [[]]    |        | 0  | 0 | 0 | 0   | 0   | 0   |
| 9   | [[]]    |        | 0  | 0 | 0 | 0   | 0   | 0   |
| 10  | [[]]    |        | 0  | 0 | 0 | 0   | 0   | 0   |

| Clt                                                                                               | Joueuse | Équipe | PJ | Min       | BC | Moy | %Arr | Bl |
| ------------------------------------------------------------------------------------------------- | ------- | ------ | -- | --------- | -- | --- | ---- | -- |
| 1                                                                                                 | [[]]    |        | 0  | 0 min 0 s | 0  | 0   | 0    | 0  |
| 2                                                                                                 | [[]]    |        | 0  | 0 min 0 s | 0  | 0   | 0    | 0  |
| 3                                                                                                 | [[]]    |        | 0  | 0 min 0 s | 0  | 0   | 0    | 0  |
| 4                                                                                                 | [[]]    |        | 0  | 0 min 0 s | 0  | 0   | 0    | 0  |
| 5                                                                                                 | [[]]    |        | 0  | 0 min 0 s | 0  | 0   | 0    | 0  |
| 6                                                                                                 | [[]]    |        | 0  | 0 min 0 s | 0  | 0   | 0    | 0  |
| 7                                                                                                 | [[]]    |        | 0  | 0 min 0 s | 0  | 0   | 0    | 0  |
| 8                                                                                                 | [[]]    |        | 0  | 0 min 0 s | 0  | 0   | 0    | 0  |
| 9                                                                                                 | [[]]    |        | 0  | 0 min 0 s | 0  | 0   | 0    | 0  |
| 10                                                                                                | [[]]    |        | 0  | 0 min 0 s | 0  | 0   | 0    | 0  |
| Nota : seuls sont classés les gardiens ayant joué au minimum 40 % du temps de jeu de leur équipe. |         |        |    |           |    |     |      |    |